# Kraftwerk Dravograd
Das Kraftwerk Dravograd (slowenisch Hidroelektrarna Dravograd) ist ein Laufwasserkraftwerk an der Drau, das in der Gemeinde Dravograd, Slowenien liegt. Es hat eine installierte Leistung von 26 MW. Die namensgebende Ortschaft befindet sich am linken Flussufer in der Nähe des Kraftwerks.
Das Kraftwerk ist im Besitz der Dravske elektrarne Maribor (DEM) und wird auch von DEM betrieben.

## Absperrbauwerk
Das Absperrbauwerk ist eine Wehranlage mit vier Wehrfeldern; zwischen den Wehrfeldern befindet sich jeweils ein Maschinenhaus mit einer Turbine. Jedes Wehrfeld hat eine Breite von 24 m. Über die Wehranlage können maximal 5400 m³/s abgeführt werden.

## Stausee
Bei Vollstau erstreckt sich der Stausee über eine Länge von 10,2 km und fasst 5,6 Mio. m³ Wasser.

## Kraftwerk
Das Kraftwerk wurde von 1941 bis 1944 gebaut. Es ging 1944 mit zwei Maschinen in Betrieb; die dritte Maschine folgte 1955. Das Kraftwerk verfügt über eine installierte Leistung von 26,2 MW. Die durchschnittliche Jahreserzeugung liegt bei 142 Mio. kWh. Die drei Kaplan-Turbinen leisten jeweils 8,7 MW, die zugehörigen Generatoren 12 MVA. Die Fallhöhe liegt bei 8,94 m. Der Durchfluss beträgt 420 m³/s. In der Schaltanlage wird die Generatorspannung von 6,3 kV mittels Leistungstransformatoren auf 110 kV hochgespannt.